# Ľubomír Reiter
Ľubomír Reiter (Stropkov, 3 dicembre 1974) è un allenatore di calcio ed ex calciatore slovacco, di ruolo attaccante, tecnico del MŠK Tesla Stropkov.

## Palmarès

### Club

#### Competizioni nazionali
- Campionato slovacco: 1

Žilina: 2001-2002